# تيودور ألت
تيودور ألت (بالألمانية: Theodor Alt)‏ هو رسام ألماني، ولد في 23 يناير 1846 في دولآو في ألمانيا، وتوفي في 8 أكتوبر 1937 في آنسباخ في ألمانيا.